# Aguascalientes (stad)
Aguascalientes is de hoofdstad van de Mexicaanse staat Aguascalientes. De stad is gelegen aan de oevers van de Río Aguascalientes op 1800 meter boven zeeniveau.

## Geschiedenis
De stad werd gesticht op 22 oktober 1575 en als stad erkend in 1816. Nadat de staat Aguascalientes in 1835 werd afgescheiden van Zacatecas, werd het de hoofdstad van de gelijknamige staat.

## Sport
Het is de stad waar op 16 april 2019 de Belg Victor Campenaerts het UCI-werelduurrecord verbrak. Op 31 oktober 2023 verbrak de Nederlander Jeffrey Hoogland hier het wereldrecord op de kilometer tijdrit dat de Fransman François Pervis in 2013 op dezelfde locatie had neergezet.

## Religie
De stad is de zetel van het rooms-katholieke bisdom Aguascalientes.

## Bekende inwoners van Aguascalientes

### Geboren
- José María Bocanegra (1787-1862), politicus en president (1829)
- José Guadalupe Posada (1854-1913), illustrator
- Alberto J. Pani (1878-1955), politicus en econoom
- Manuel Moreno Sánchez (1908-1993), politicus en jurist
- Arturo Lona Reyes (1925-2020), bisschop
- Rogelio Guerra (1936-2018), acteur
- Alberto Anaya (1946), politicus
- Jesús Ortega (1952), politicus
- Luis Maldonado Venegas (1956-2019), politicus
- Luis Armando Reynoso (1957), politicus
- Mario de Luna (1988), voetballer
- Flavio de Luna (1990), wielrenner

## Galerij

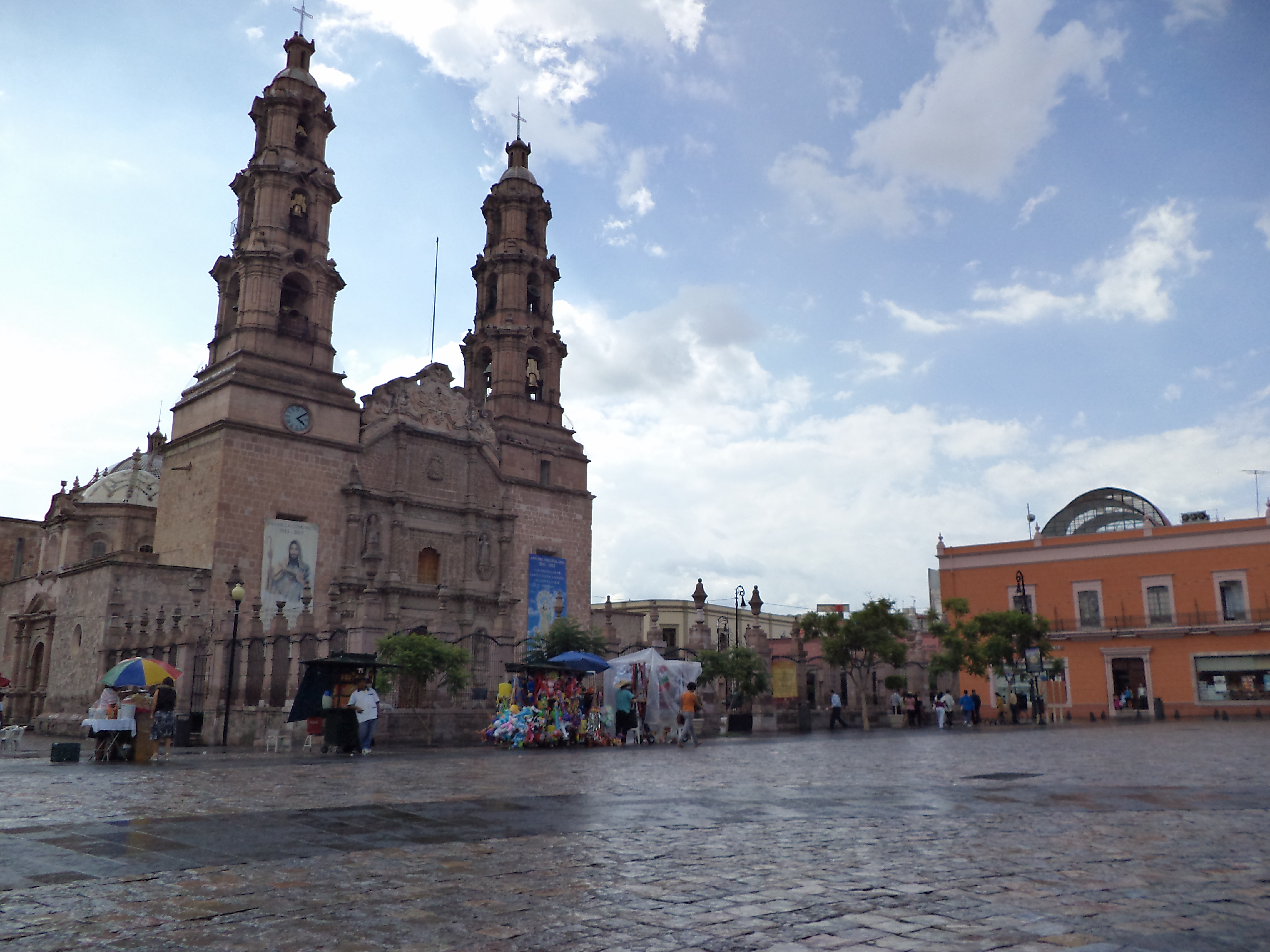
Plaza de la Patria